# Gruppo d’Armate Sud
Gruppo d’Armate Sud (deutsch Armeegruppe Süd) war die Bezeichnung einer italienischen Heeresgruppe im Zweiten Weltkrieg. Sie bestand 1940 und dann von 1942 bis 1943 in Mittel- und Süditalien.

## Geschichte
Das Heeresgruppenkommando Süd wurde am 8. Juni 1940 in Rom aufgestellt und übernahm die 3. Armee im kontinentalen Süditalien sowie das XII. Korps auf Sizilien, das XIII. Korps auf Sardinien, das XXVI Korps in Albanien und kleinere Verbände. Nach dem Ende des deutschen Westfeldzugs und der Niederlage Frankreichs wurde das Heeresgruppenkommando am 10. Juli 1940 wieder aufgelöst.
Die Reaktivierung erfolgte am 15. April 1942. Das Heeresgruppenkommando übernahm die 5., 6. und 7. Armee in Mittel- und Süditalien. Am 10. Juli 1943 begannen die Alliierten mit der Invasion Siziliens, das nach 40 Tagen aufgegeben werden musste. Während des anschließenden Italienfeldzugs dauerten die Kämpfe in Kalabrien bis zum Waffenstillstand von Cassibile am 8. September 1943. Nach der Entwaffnung der italienischen Streitkräfte (Fall Achse) wurde das Heeresgruppenkommando am 10. September 1943 offiziell aufgelöst.

## Oberbefehlshaber
- Maresciallo d’Italia Emilio De Bono
- Maresciallo d’Italia Umberto di Savoia

## Hauptquartier
- Rom (1940)
- Sessa Aurunca (1942–1943)
- Anagni (1943)